# Partido Hurlingham
Hurlingham ist ein Partido im Norden der Provinz Buenos Aires in Argentinien. Der Verwaltungssitz ist die Stadt Hurlingham. Laut einer Schätzung von 2019 hat der Partido 192.554 Einwohner auf 36 km². Hurlingham ist bekannt für den Hurlingham Club, einen Sport- und Poloclub, der nach dem Hurlingham Club in London benannt ist.

## Orte
Hurlingham ist in 3 Ortschaften und Städte, sogenannte Localidades, unterteilt.
- Hurlingham (Verwaltungssitz)
- Villa Tesei
- William C. Morris